# José Mariono Elízaga
José Mariono Elízaga (* 27. September 1786 in Valladolid; † 2. Oktober 1842 ebenda) war ein mexikanischer Komponist.

## Leben
Elízaga, der von seinem Vater, einem Musiklehrer, ausgebildet wurde, trat bereits im Alter von sechs Jahren als musikalisches Wunderkind auf. Der Vizekönig Conde de Revillagigedo II ermöglichte ihm daraufhin eine Ausbildung in Mexiko-Stadt. Nach seiner Rückkehr nach Valladolid wurde er Schüler des Organisten José María Carrasco, von seinem achten bis dreizehnten Lebensjahr hatte er erneut in Mexiko-Stadt Unterricht bei dem Klaviervirtuosen Mariano Soto Carrillo.
Danach wirkte er als Organist an der Kathedrale von Valladolid und Musiklehrer; unter seinen Schülern war Catalina de Huarte, die später die Frau des Kaisers Agustín de Itúrbide wurde. Dieser ernannte ihn 1822 zum Maestro de la Capilla Imperial. Im Folgejahr verfasste er das erste Musiklehrbuch, das in Mexiko gedruckt wurde: Elementos de Música.
Nach dem Tod des Kaisers 1824 lebte Elizaga als Organist und Komponist in Mexiko-Stadt, wo er mit Unterstützung des Präsidenten Guadalupe Victoria die erste philharmonische Gesellschaft Mexikos gründete. Die 1825 von ihm gegründete Musikschule gilt als das erste Konservatorium auf amerikanischem Boden. Mit Manuel Rionda gründete Elízaga 1826 den ersten mexikanischen Verlag für weltliche Musik.
Von 1827 bis 1830 wirkte er als Kapellmeister an der Kathedrale von Guadalajara. Danach lebte er bis 1839 erneut in Mexiko, bevor er in seine Heimatstadt zurückkehrte.
Elizaga komponierte überwiegend geistliche Werke, darunter zwei Messen, zwei Offizien, Lamentationen, ein Responsorium und mehrere Miserere.
| Personendaten    | Personendaten           |
| ---------------- | ----------------------- |
| NAME             | Elízaga, José Mariono   |
| KURZBESCHREIBUNG | mexikanischer Komponist |
| GEBURTSDATUM     | 27. September 1786      |
| GEBURTSORT       | Valladolid              |
| STERBEDATUM      | 2. Oktober 1842         |
| STERBEORT        | Valladolid              |